# 马哈茂德·达胡德
马哈茂德·达胡德（阿拉伯语：محمود داوود；1996年1月1日—），是敘利亞足球運動員，司職中場，現効力德甲球隊法兰克福。

## 榮譽

### 球會
多特蒙德
- 德國足協盃冠軍 : 2020-21
- 德國超級盃冠軍 : 2019

### 國家隊
德國U21
- U21歐國盃冠軍 : 2021[2]

## 外部連結
- Profile （页面存档备份，存于） at the Borussia Dortmund website
- Soccerway資料庫：马哈茂德·达胡德